# Alternanz (Obstbau)
Unter Alternanz versteht man die Schwankung des Fruchtertrages im zweijährlichen Rhythmus an Obstbäumen, insbesondere bei Kultur-Apfel und Kultur-Birne sowie an Olivenbäumen und Zwetschgen, häufig ausgelöst durch Einflüsse der Witterung.

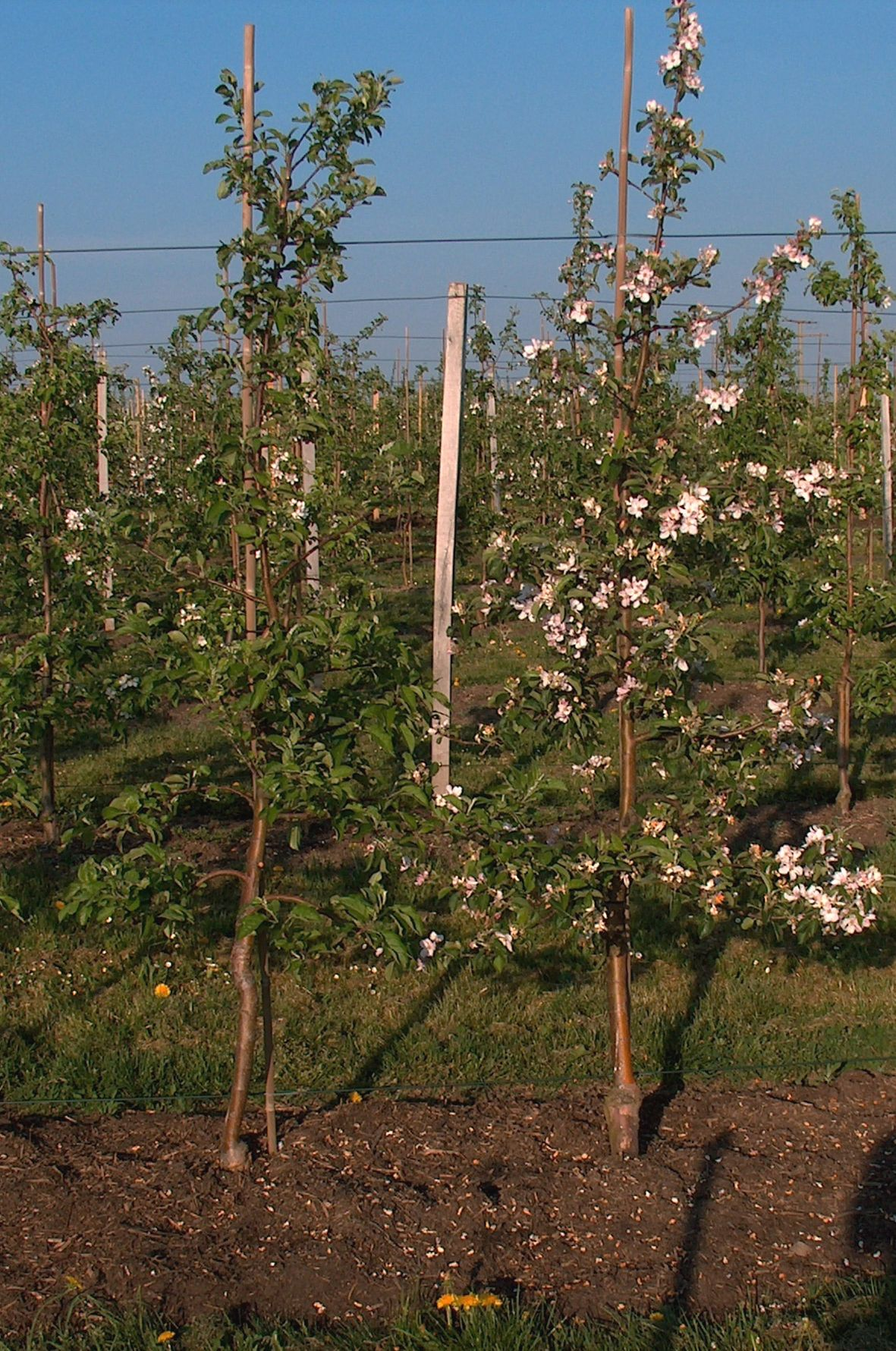
Elstar, linker Baum mit einem durch Alternanz geringen Blütenansatz

Dies führt beim Apfel zu den sogenannten „Apfel-Jahren“, die sich direkt mit Jahren sehr geringen Ertrages abwechseln. Ohne gärtnerische Eingriffe würde hierdurch der Obstanbau unrentabel, da in den Apfeljahren viele, aber relativ kleine Früchte bei erhöhtem Angebot nur wenig Gewinn einbringen, während im Folgejahr bei geringerem Angebot zwar hohe Preise erzielbar sind, aber nur wenig Obst verkauft werden kann.
Besonders anfällig für Alternanz sind die Apfelsorten Boskoop, Delbarestivale, Edler von Leipzig und Elstar.

## Ablauf
Die Samen und ebenso die noch wachsenden Triebspitzen vieler fruchtender Bäume bilden Pflanzenhormone (Phytohormone), welche die Blütenknospendifferenzierung für das folgende Jahr vermindern oder unterbinden, wenn der Baum sehr viele oder zu viele Blüten hat. Dann werden kaum oder gar keine Blüten für das Folgejahr angelegt. Dagegen wird in einem Jahr, in dem der Baum keine oder kaum Blüten hat, eine relativ große Menge an Blütenknospen für das Folgejahr angelegt.
Da zudem die Biomasse begrenzt ist, die ein Baum aus den durch seinen Stoffwechsel verfügbaren Assimilaten (Energieträgern) erzeugen kann, werden in einem Jahr mit sehr vielen Früchten diese im Durchschnitt kleiner. Dagegen kann ein Baum in einem Jahr mit nur wenigen Früchten mehr Energie investieren, um neue Äste und damit Blütenknospen anzulegen und die einzelnen Früchte relativ größer reifen zu lassen.

## Auftreten
Das Auftreten von Alternanz ist eine individuelle Ausprägung des Stoffwechsel-Gleichgewichtes jeder einzelnen Pflanze. Dennoch treten Apfeljahre meist in einer ganzen Region auf, indem beispielsweise in einem Jahr ein Spätfrost durch eine starke Reduzierung der Blüten die Alternanz für fast alle Bäume gleichzeitig auslöst. Das zweite Jahr wird dadurch zum „Apfel-Jahr“ für die gesamte Region. 
Damit fällt wiederum die Menge der neuen Triebe und Knospen unter den Durchschnitt, sodass das dritte Jahr erneut ein ertragsarmes Jahr wird. Dieser Wechsel schwächt sich erst mit der Zeit ab, es sei denn, er wird im Apfeljahr durch Eingriff des Gärtners oder Baumwartes durchbrochen.

## Eingriffsmöglichkeiten
Im Obstanbau ist ein gleichmäßiger Ertrag erwünscht.
Bei einigen Sorten wird die Entstehung von Blütenknospen lange hormonell gehemmt. Die Blütenknospen differenzieren sich dann zu einem späten Termin. Bei solchen Sorten kann mit einer frühzeitigen Handausdünnung der Früchte ein stärkerer Ansatz von Blütenknospen für das nächste Jahr gefördert werden. Bei anderen Sorten sind die Blütenknospen für das folgende Jahr bereits wenige Wochen nach der Blüte angelegt. In diesem Fall lässt sich die Zahl der Blütenanlagen für das Folgejahr nicht durch Ausdünnen der Früchte erhöhen.
Eine zu große Menge Früchte kann durch einen entsprechenden Schnitt, eine schlechte Befruchtung oder frühe chemische oder mechanische Ausdünnung der entstandenen Früchte weitgehend vermieden werden.

## Alternanz bei der Olive
Die Alternanz betrifft bei Apfel und Birne den ganzen Baum, bei der Olive hingegen nur die tragenden Äste, während die nichttragenden im nächsten Jahr Knospen ansetzen. Aus diesem Grunde schneiden erfahrene Olivenbauern ihre Bäume gleich bei der Ernte, indem sie die Äste, die getragen haben, soweit als sinnvoll wegschneiden und die anderen stehen lassen, damit diese im nächsten Jahr tragen können.